# Libochovičky
Obec Libochovičky (starší názvy též Libochowiček, či Libochowiczek) se nachází v okrese Kladno, kraj Středočeský. Rozkládá se asi 11 km východně od Kladna lokalitě parku Okolí Okoře. Žije zde 81 obyvatel.

## Historie

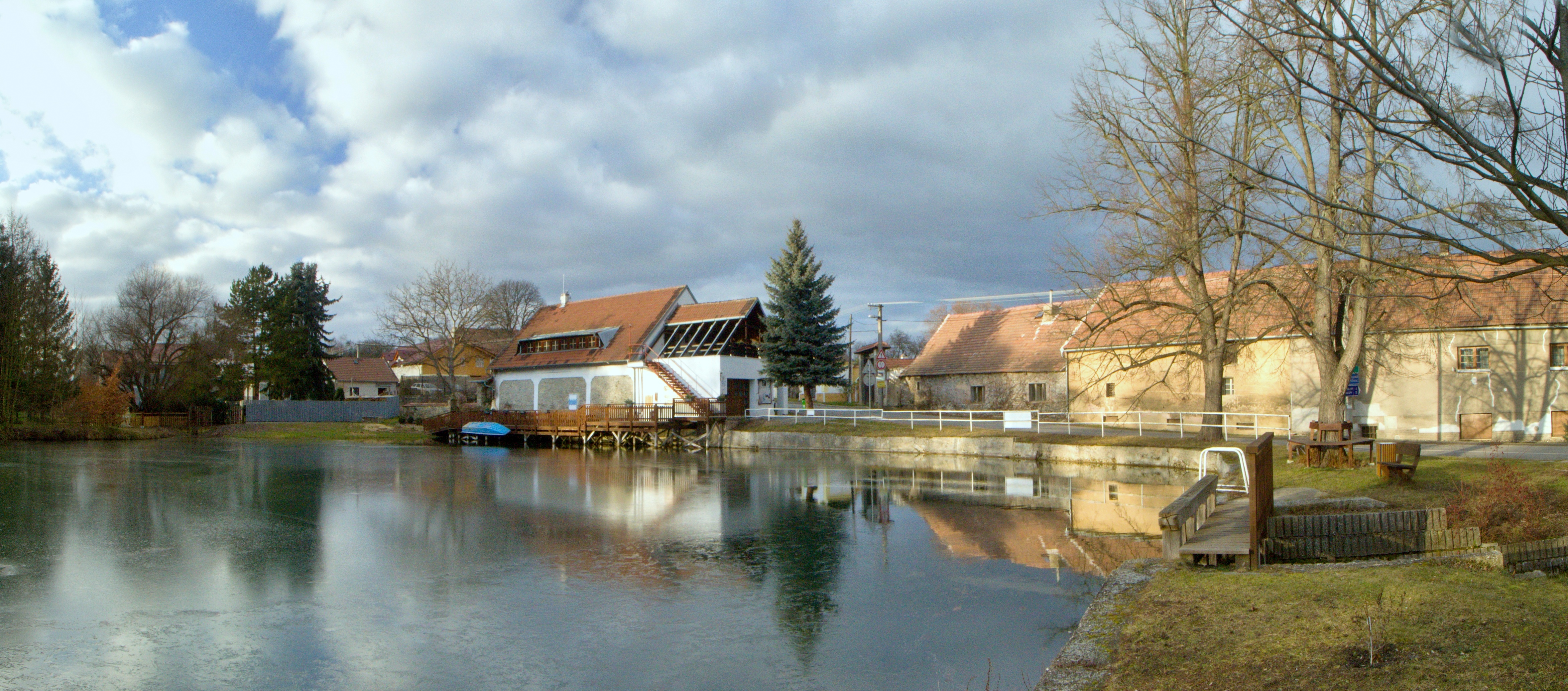
Náves s rybníkem

Ačkoli na základě archeologických nálezů je nejstarší osídlení člověkem doloženo již v mladší době kamenné, první písemná zmínka o obci pochází z roku 1205. Další je z roku 1233, kdy je uveden také její majitel, Bavor z Libochovic. Jako Libochovičky (u Okoře) je ves uvedena roku 1421.
V roce 1425 je zmíněna také místní tvrz. Její přesná poloha není jistá, lze předpokládat, že se nacházela poblíž rybníka v centrální části vsi. Mezi majiteli tvrze byli František Rokycanský z Okoře, Maternové z Libochoviček příbuzní Maternů z Květnice, Pětipeští z Chýš a Egerberka a další.
V době třicetileté války byla obec vypálena a tvrz zpustla. Kolem roku 1750 se majitelem stal purkrabí hradu Donína Karel Hanibal a následně rod Valderode z Eckhausenu. Roku 1666 ves zakoupil řád jezuitů z pražského Klementina, čímž došlo k administrativnímu spojení s Tuchoměřickým panstvím. Ve zprávě z roku 1845 je již tvrz zmiňována jako neexistující.

### Územněsprávní začlenění
Dějiny územněsprávního začleňování zahrnují období od roku 1850 do současnosti. V chronologickém přehledu je uvedena územně administrativní příslušnost obce v roce, kdy ke změně došlo:
- 1850 země česká, kraj Praha, politický i soudní okres Smíchov[5]
- 1855 země česká, kraj Praha, soudní okres Smíchov[5]
- 1868 země česká, politický i soudní okres Smíchov[5]
- 1926 země česká, politický okres Smíchov, soudní okres Praha-západ[6]
- 1927 země česká, politický okres Praha-venkov, soudní okres Praha-západ[7]
- 1939 země česká, Oberlandrat Praha, politický okres Praha-venkov, soudní okres Praha-západ[8]
- 1942 země česká, Oberlandrat Praha, politický okres Praha-venkov-sever, soudní okres Praha-západ[9]
- 1945 země česká, správní okres Praha-venkov-sever, soudní okres Praha-západ[10]
- 1949 Pražský kraj, okres Kladno[11]
- 1960 Středočeský kraj, okres Kladno[12]

## Památky

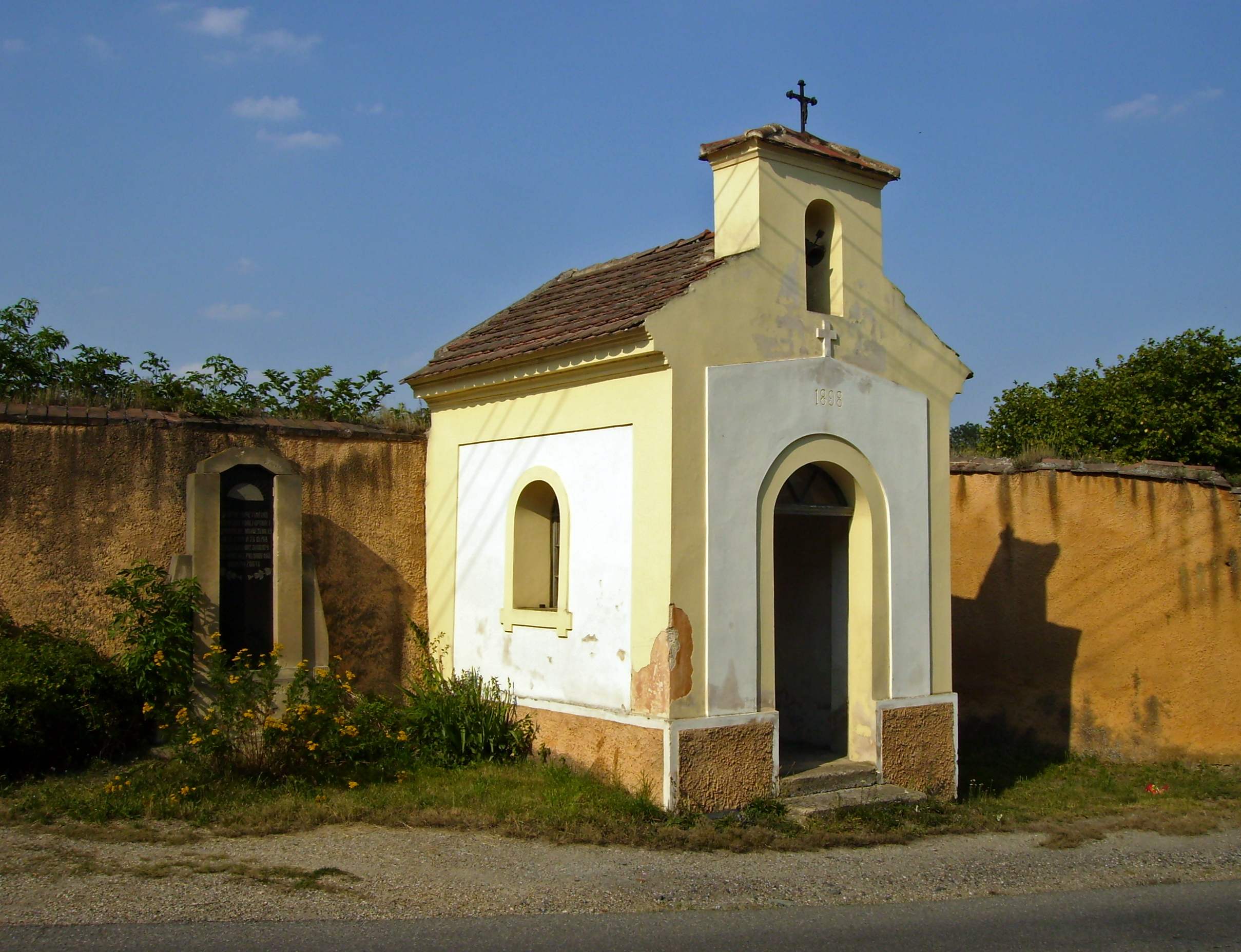
Kaplička v Libochovičkách

- Kaplička v LibochovičkáchKaplička postavená roku 1898 z iniciativy Josefa Holečka, vysvěcena 18. září. Znovu vysvěcena po výměně prasklého zvonu 8. září 1907. Roku 2009 prošla rekonstrukcí za podpory Evropských fondů (Program rozvoje venkova).
- Pomníček padlým v první světové válce s textem: Ku věčné paměti na vás, kteří jste v dáli umírali vzpomínajíce nás v běsu války od 26. 7. 1914 a 28. 10. 1918, kdy vzešlo slunce svobody nad hroby vaše pro národ náš k novému životu.

## Doprava
- Silniční doprava – Do obce vedou silnice III. třídy. Ve vzdálenosti 2,5 km vede dálnice D7 s exitem 9 (Buštěhrad)

- Železniční doprava – Železniční trať ani stanice na území obce nejsou. Nejblíže obci je železniční zastávka (jen pro osobní dopravu) Kováry ve vzdálenosti 2 km ležící na trati 121 z Hostivic do Podlešína. Ve vzdálenosti 5 km leží železniční stanice Otvovice (pro veškerou dopravu) ležící na trati 093 z Kralup nad Vltavou do Kladna.

- Autobusová doprava – V obci zastavovaly v pracovních dnech září 2011 autobusové linky Třebusice - Číčovice - Praha (12 spojů tam i zpět) a Kladno-Stehelčeves-Středokluky (3 spoje tam i zpět).